# Nyaburunga
Nyaburunga är ett periodiskt vattendrag i Burundi.   Det ligger i provinsen Ruyigi, i den centrala delen av landet, 110 km öster om huvudstaden Bujumbura.
Omgivningarna runt Nyaburunga är en mosaik av jordbruksmark och naturlig växtlighet. Runt Nyaburunga är det ganska tätbefolkat, med 75 invånare per kvadratkilometer.